# 菅野隼人
菅野 隼人（かんの はやと、1992年3月24日 - ）は、日本の俳優である。福島県出身。

## 出演

### 映画
- 釣りバカ日誌15 ハマちゃんに明日はない!?（2004年8月21日公開、松竹）
- TAKI183（2006年1月28日公開、コムストック）
- かぐや姫の物語（2013年11月23日公開、東宝）

### テレビドラマ
- ドラマW「4TEEN」（2004年7月25日、WOWOW）
- Dr.コトー診療所2006（2006年、フジテレビ）
- 演歌の女王（2007年、日本テレビ）
- 3年B組金八先生（TBS） - 廣野智春 役
  - 第8シリーズ（2007年10月11日 - 2008年3月20日）
  - 3年B組金八先生ファイナル〜『最後の贈る言葉』（2011年3月27日）

### バラエティ
- テスト・ザ・ネイション2004（2004年11月3日、テレビ朝日）
- 子供に聞かれたらやばい大人クイズ（日本テレビ）

### CM
- キリンビバレッジ「903」
- エバラ「焼肉」
- コカ・コーラ「ファンタ」
- ソニー・コンピュータエンタテインメント「PSP ラチェット&クランク5」（2007年）

### DVDドラマ
- Kids ISO1400 - 健太役